# 채태인
채태인(蔡泰仁, 1982년 10월 11일 ~ )은 전 KBO 리그 SK 와이번스의 내야수이자, 현재 개성고등학교 야구부의 인스트럭터, 가평 웨일스 홍보팀의 이사, 채태인 타격 연구소 대표, 대구MBC 해설위원, 대동중학교 감독이다.

## 선수 시절

### 아마추어 시절
부산상업고등학교 시절 화랑대기 대회 우승 당시 타점상을 받았다. 이러한 이력으로 당당한 체구에서 뿜어나오는 장타력과 정교함을 인정받아 삼성 라이온즈 입단 후 타자로 전향하는 계기가 됐다.

### 미국 프로야구 시절

#### 보스턴 레드삭스산하 마이너 시절
부산상업고등학교 시절 뛰어난 좌완 투수로 해외 스카우트들의 관심을 얻어 2001년 신인 지명에서 두산 베어스의 2차 10라운드 지명을 받았으나 입단을 거절하고 계약금 80만 달러의 조건으로 입단하였다. 하지만 2001년 6월에 어깨 수술을 받은 후 부상자 명단에 올라가 투수로 활동할 수 없게 되자 2002년 9월에 임의 탈퇴 공시됐다.

### 한국 프로야구 시절

#### 삼성 라이온즈시절
보스턴에서 임의탈퇴 공시된 후 2002년 말에 귀국하자마자 공익근무요원으로 대체 복무해 2005년 2월 25일에 복무를 마치고 소집 해제됐다. 소집 해제된 후 보스턴 레드삭스의 극동 담당 스카우트이자 오스트레일리아 야구 국가대표팀 감독인 존 디블과 면담한 후 2005년 9월에 상호 간 계약을 완전히 해지했다. 당시 사장이었던 김응용이 그의 타격 능력을 높이 봤고, 가능성을 인정받아 해외파 특별 지명에 참가해 유예 기간을 해제했다. 2007년 해외파 특별 지명을 받아 4월 5일 계약금 1억원, 연봉 5,000만원의 조건으로 입단하였다. 입단과 동시에 당시 타격코치였던 이종두를 통해 1루수로 전향했다. 2007년 7월 18일 KBO 퓨처스 올스타전에서 초대 MVP를 수상했다. 제이컵 크루즈가 방출된 후 타선에서 기회를 잡아 2008년 시즌 중반부터 타자로서 두각을 드러내 팀의 중심 타자로 꾸준한 활약을 보여줬다. 하지만 2008년 말 도박 사건에 연루돼 2009년 시즌 개막 전에 5경기 출장 정지 처분을 받은 후 2009년 4월 10일 KIA전에 복귀해 첫 타석에서 장외 홈런을 기록했다. 하지만 2010년 8월에 1루수 수비 중 파울 플라이 타구를 잡다가 땅바닥에 머리를 강하게 부딪혀 뇌진탕 증세가 왔고, 허리 통증까지 겹쳤다. 2011년부터 뇌진탕 후유증으로 인한 극심한 부진에 빠졌다. 2011년에는 5홈런을 쳐 냈고, 2012년에는 1홈런 밖에 못 치고 타점도 많이 기록하지 못해 늘 대타로만 출전하는 등 2012년 후반까지 부진을 떨쳐내지 못했다. 그러나 2013년 타격 폼을 바꾸는 등 온갖 노력 끝에 1군에 복귀해 그간의 슬럼프를 깨며 교타자가 됐다. 그러나 다시 어깨에 실금이 가는 부상이 드러나 규정 타석을 채우지 못해 장외 타격왕에 그쳤지만 11홈런, 53타점, 52득점을 기록해 두 자릿수 홈런에 복귀했으며 2013년 한국시리즈에서 박한이와 함께 좋은 모습을 보여 우승에 기여했다. 2014년 시즌에도 3번 타자로 활약했으며, 3할 타율, 14홈런, 99타점으로 2년 연속 두 자릿수 홈런을 기록했다. 2015년 시즌에는 옆구리 부상으로 인해 경기에 출전하지 못하다가 5월 12일에 복귀했다.

#### 넥센 히어로즈시절
2015년 12월 2일, 미네소타 트윈스와 계약을 체결하며 이적한 박병호의 빈 자리를 채우기 위해 2016년 3월 22일 당시 넥센 히어로즈 소속이었던 투수 김대우와의 1:1 트레이드로 이적했다. 2016년 시즌 후 3억원에 연봉 계약을 체결했다.

#### 롯데 자이언츠시절
2018년 1월 12일, 넥센 히어로즈와 1+1년 총액 10억원에 FA 계약 후 당시 롯데 자이언츠 소속이었던 투수 박성민과의 사인 앤 트레이드로 이적했다.

#### SK 와이번스시절
2020년 KBO 리그 2차 드래프트를 통해 이적하였다. 2020년 11월 6일 방출되었다.

## 야구선수 은퇴 후
2021년부터 개성고등학교 야구부의 인스트럭터, 시흥 울브스 홍보팀의 이사로 활동했다.
2025년 모교인 대동중학교 감독이 되었다.

## 출신 학교
- 부산 대신초등학교
- 부산 대동중학교
- 부산상업고등학교

## 등번호
- '64' - 삼성 라이온즈 (2007년 ~ 2008년)
- '17' - 삼성 라이온즈 (2009년 ~ 2015년), 넥센 히어로즈 (2016년 ~ 2017년), 롯데 자이언츠 (2018년 ~ 2019년)
- '65' - 넥센 히어로즈 (2016년)
- '00' - SK 와이번스 (2020년)

## 별명
- 엉뚱한 주루 플레이를 해서 새로운 길을 개척한 크리스토퍼 콜럼버스와 그의 성을 합친 '채럼버스'라고 불린다.
- 위 사건으로 인해 지름길과 그의 성을 합친 '채름길'이라고 불린다.
- 멍한 표정을 지어 맹구와 그의 성을 합친 '채맹구'라고 불린다.

## 통산 기록
| 연도 | 팀명   | 타율  | 경기 | 타수 | 득점 | 안타 | 2루타 | 3루타 | 홈런 | 루타 | 타점 | 도루 | 도실 | 볼넷 | 사구 | 삼진 | 병살 | 실책 |
| ---- | ------ | ----- | ---- | ---- | ---- | ---- | ----- | ----- | ---- | ---- | ---- | ---- | ---- | ---- | ---- | ---- | ---- | ---- |
| 2007 | 삼성   | 0.221 | 31   | 77   | 6    | 17   | 5     | 0     | 1    | 25   | 10   | 0    | 0    | 5    | 1    | 17   | 0    | 3    |
| 2008 | 삼성   | 0.266 | 68   | 248  | 32   | 66   | 12    | 1     | 10   | 110  | 42   | 1    | 1    | 19   | 2    | 55   | 6    | 1    |
| 2009 | 삼성   | 0.293 | 118  | 368  | 58   | 108  | 26    | 2     | 17   | 189  | 72   | 0    | 0    | 49   | 5    | 90   | 4    | 3    |
| 2010 | 삼성   | 0.292 | 102  | 356  | 48   | 104  | 13    | 0     | 14   | 159  | 54   | 0    | 3    | 33   | 2    | 94   | 6    | 3    |
| 2011 | 삼성   | 0.220 | 53   | 182  | 25   | 40   | 7     | 1     | 5    | 64   | 28   | 1    | 0    | 33   | 1    | 59   | 1    | 0    |
| 2012 | 삼성   | 0.207 | 54   | 135  | 15   | 28   | 7     | 0     | 1    | 38   | 9    | 1    | 1    | 21   | 2    | 35   | 2    | 2    |
| 2013 | 삼성   | 0.381 | 94   | 299  | 52   | 114  | 15    | 0     | 11   | 162  | 53   | 4    | 0    | 38   | 5    | 70   | 9    | 6    |
| 2014 | 삼성   | 0.317 | 124  | 492  | 69   | 156  | 38    | 1     | 14   | 238  | 99   | 1    | 0    | 41   | 2    | 91   | 8    | 2    |
| 2015 | 삼성   | 0.348 | 104  | 333  | 35   | 116  | 19    | 0     | 8    | 159  | 49   | 0    | 2    | 33   | 3    | 92   | 10   | 4    |
| 2016 | 넥센   | 0.286 | 124  | 370  | 29   | 106  | 14    | 3     | 7    | 147  | 72   | 0    | 1    | 36   | 2    | 92   | 13   | 3    |
| 2017 | 넥센   | 0.322 | 109  | 342  | 46   | 110  | 23    | 1     | 12   | 171  | 62   | 0    | 1    | 34   | 5    | 94   | 9    | 6    |
| 2018 | 롯데   | 0.293 | 130  | 376  | 44   | 110  | 18    | 0     | 15   | 173  | 75   | 0    | 0    | 34   | 5    | 107  | 10   | 4    |
| 2019 | 롯데   | 0.251 | 59   | 167  | 11   | 42   | 11    | 0     | 5    | 68   | 29   | 0    | 0    | 11   | 2    | 45   | 5    | 1    |
| 2020 | SK     | 0.281 | 71   | 160  | 11   | 45   | 5     | 0     | 7    | 71   | 24   | 0    | 0    | 29   | 0    | 33   | 4    | 0    |
| 통산 | 14시즌 | 0.298 | 1241 | 3905 | 481  | 1162 | 213   | 9     | 127  | 1774 | 678  | 8    | 9    | 416  | 37   | 974  | 87   | 38   |